# 伊藤久二康
伊藤 久二康（いとう くにやす、1957年 - ）は、日本のアクション俳優。元TAC（旧東映芸能アクターズクラブ、現テクニカル・アクターズ・クラブ）所属。本名同じ。別名は伊藤 勝功、剛 裕樹（ごう ゆうき）など。
身長171cm。

## 経歴
1979年、『バトルフィーバーJ』にバトルフランスのスーツアクターとして参加。その際に当時のアクション監督であった山岡淳二に目を掛けられ、『電子戦隊デンジマン』から『大戦隊ゴーグルファイブ』まで3年間、イエローのスーツアクターとして活躍した。
『ゴーグルファイブ』終盤ごろ、練習中の事故で首の骨を折る重症となり番組を降板。復活も危ぶまれたが、闘病とリハビリの末に復帰を果たす。現在はアクション俳優として活動する一方、「ACE PROJECT」を主宰し後進の指導に当たっている。

## 人物
- 幼少時は浜松の自宅近くの畑で、耕された土をクッションにバック宙など練習していた。
- 実兄・伊藤久二昭もスーツアクターである。
- 立ち回りのアクションが「段取り」になることを嫌い、相手の動きを見てから自分が動き、かわす動作や反撃を心がけた。それでも立ち回りが成立するほどの速さだったことになる。後に、所属事務所TACが出演したショーで『時空戦士スピルバン』を演じた折、後輩の構成担当者に「挿入歌の歌詞が『時間を超え叫べ 空間を飛び戦え』ですから、空間飛んで戦って下さい」と言われ、ジャンプして着地するまでの滞空時間内に4発のパンチを入れる立ち回りを披露して、周囲の舌を巻かせた。
- 『太陽戦隊サンバルカン』で演じたバルパンサーには強い思い入れがあり、他の俳優がパンサーを演じると、小声で「それじゃ猫だよ」と評していた。

## 出演

### テレビドラマ
- バトルフィーバーJ（1979年 - 1980年） - バトルフランス[要出典]
- 電子戦隊デンジマン（1980年 - 1981年） - デンジイエロー[2]
- 太陽戦隊サンバルカン（1981年 - 1982年） - バルパンサー[3]
- 大戦隊ゴーグルファイブ（1982年 - 1983年） - ゴーグルイエロー[4]
- 科学戦隊ダイナマン（1983年 - 1984年） - 進化獣、シッポ兵[要出典]
- 宇宙刑事シャリバン 第26話（1983年） - 宇宙刑事ギャバン（第51話）[5]
- 星雲仮面マシンマン（1984年） - 戦闘アンドロイド、ソンゴクウ / サル男
- 兄弟拳バイクロッサー（1985年） - デスターロボ・マグナムの人間態
- 海賊戦隊ゴーカイジャー（2011年 - 2012年） - バルパンサー[6]

### 映画
- 電子戦隊デンジマン（1980年）
- 太陽戦隊サンバルカン（1981年）
- 大戦隊ゴーグルファイブ（1982年）
- 科学戦隊ダイナマン（1983年）
- オーズ・電王・オールライダー レッツゴー仮面ライダー（2011年）
- ゴーカイジャー ゴセイジャー スーパー戦隊199ヒーロー大決戦（2011年）
- 仮面ライダー×スーパー戦隊 スーパーヒーロー大戦（2012年）
- 仮面ライダー×仮面ライダー ウィザード&フォーゼ MOVIE大戦アルティメイタム（2012年）